# Cyclospermum uruguayense
Cyclospermum uruguayense là một loài thực vật có hoa trong họ Hoa tán. Loài này được (Mathias & Constance) Constance mô tả khoa học đầu tiên năm 1990.